# كيركلاند (كيبك)
كيركلاند، كيبك (بالإنجليزية: Kirkland)‏ هي مدينة كندية تقع في مقاطعة كيبك. تبلغ مساحة هذه المدينة 9.6412 (كم²)، ويبلغ عدد سكانها 20491 نسمة حسب إحصاء سنة 2006 م، بينما كان يسكنها 20434 نسمة في سنة 2001 م. تحتل هذه المدينة المرتبة رقم 185 بين مدن كندا حسب عدد السكان والمرتبة رقم 51 في المقاطعة. النمو سكاني في هذه المدينة يقدر بـ(0.3).

## أعلام
- ريان كافناغ
- جوزيف فيلينو

## وصلات خارجية
- الأطلس الحكومي لكندا
- إحصاءات كندا مع ساعة تعداد السكان